# Kup Hrvatske u ragbiju 2023.
Kup Hrvatske u ragbiju za 2023. godinu je igran u proljeće 2023. 
 
Kup je osvojio "Sinj"'. 

## Rezultati

### Poluzavršnica
| datum             | mjesto             | klub1          | rez.  | klub2  | napomene | izvještaj | izvori |
| ----------------- | ------------------ | -------------- | ----- | ------ | -------- | --------- | ------ |
| 13. svibnja 2023. | Split, Stari plac  | Nada Split     | 41:17 | Zagreb |          |           |        |
| 13. svibnja 2023. | Zagreb, SC Mladost | Mladost Zagreb | 12:15 | Sinj   |          |           |        |

### Završnica
| datum             | mjesto                                       | klub1 | rez.  | klub2      | napomene              | izvještaj | izvori |
| ----------------- | -------------------------------------------- | ----- | ----- | ---------- | --------------------- | --------- | ------ |
| 20. svibnja 2023. | Sinj, SC "Ivica Poljak Sokol i Andrija Alčić | Sinj  | 17:14 | Nada Split | "Sinj" pobjednik kupa |           | [ 1 ]  |

## Vanjske poveznice
- rugby.hr